# Teatro Coliseo (Santiago de Chile)
El Teatro Coliseo es una sala de conciertos ubicada en la calle Nataniel Cox a un costado de la Plaza de la Ciudadanía, en el centro de la ciudad de Santiago, Chile. Con dos plateas, tiene una capacidad de 2500 personas.
Desde los años 1950 funcionó como el Teatro o Cine Continental, hasta que a mediados de los años 1990 se convirtió en templo y sede de la Iglesia universal del Reino de Dios.
Durante 2016 fue adquirido por la productora de conciertos, que restauró el recinto y debutó ese mismo año con su nuevo nombre, teniendo como número debut un show del dúo estadounidense Capital Cities.

## Lista de conciertos
Pese a que inició actividades con un único concierto en octubre de 2016, sufrió de variadas cancelaciones de último momento debido a faltas de permisos municipales; que tuvo al teatro estancado hasta agosto de 2017, fecha desde la que pudo funcionar con normalidad.